# أمريتا بوري
أمريتا بوري هي ممثلة هندية، ولدت في 20 أغسطس 1983 بمومباي في الهند.

## أعمال

### أفلام
- (2013) كاي بو تشي!

## وصلات خارجية
- أمريتا بوري على موقع IMDb (الإنجليزية)
- أمريتا بوري على موقع قاعدة بيانات الفيلم (الإنجليزية)